# Gian Marco Moratti
Gian Marco Moratti (Genova, 29 novembre 1936 – Milano, 26 febbraio 2018) è stato un imprenditore, dirigente sportivo e filantropo italiano, noto per essere stato presidente della Saras, società petrolifera ereditata dal padre Angelo.

## Biografia

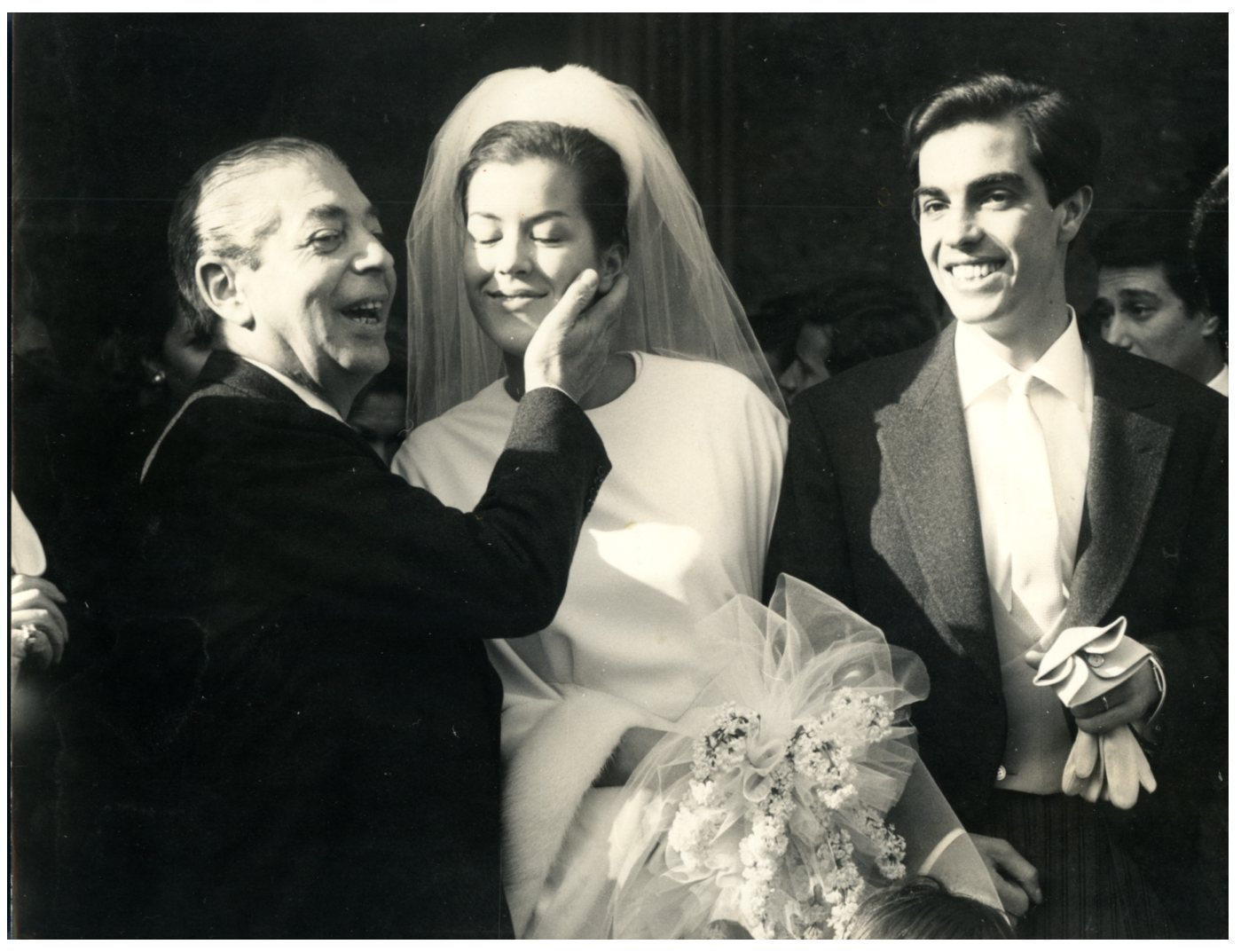
Gian Marco Moratti nel giorno delle nozze con Lina Sotis, accompagnato dal padre Angelo.

### Formazione e carriera
Nato a Genova nel 1936, è il secondo figlio dell'imprenditore Angelo e fratello di Adriana, Massimo, Bedy, Gioia e Natalino. Laureato in Giurisprudenza presso l'Università degli Studi di Catania, ha ereditato dal padre la Saras, di cui ha ricoperto la carica di presidente fino al giorno della sua scomparsa. Con il fratello Massimo è stato socio accomandatario e vice presidente della Angelo Moratti S.a.p.a., nonché componente del consiglio direttivo del IEFE e dell'Università commerciale Luigi Bocconi di Milano. 

Gian Marco Moratti e Vincenzo Muccioli.

Ha ricoperto diversi incarichi, tra cui quelli di presidente dell'Unione petrolifera, componente del Comitato ministeriale per l'industria e l'ambiente, componente del Comitato interministeriale per il coordinamento dell'emergenza energetica, componente del Comitato nazionale di coordinamento contro l'abuso di droghe, componente del consiglio di amministrazione della società editoriale Corriere della Sera, della Banca Nazionale del Lavoro S.p.A. e presidente di Norman Kraig & Kummel Italiana S.r.l.

### Il sostegno alla comunità di San Patrignano e all'Inter
È stato il principale sostenitore della Comunità di San Patrignano fin dagli albori del progetto, alla fine degli anni 1970. Il suo appoggio al lavoro di Vincenzo Muccioli e successivamente del figlio Andrea, è stato determinante per lo sviluppo della ONG con cospicue donazioni fatte nel corso degli anni per un totale di 286 milioni. Come si vede nella docu-serie di Netflix SanPa: luci e tenebre di San Patrignano, Moratti ha sostenuto pubblicamente Muccioli e ha testimoniato a suo favore al processo che lo vedeva imputato con l’accusa di sequestro di persona per i metodi che usava con i ragazzi nella comunità.
Legato come tutta la famiglia Moratti alla società calcistica dell'Inter, era il socio più anziano della squadra nerazzurra, avendo ricevuto le prime azioni a 12 anni nel 1948 dal padre Angelo. Al 2016 risultava essere ancora socio di minoranza con 400.332 quote pari a circa lo 0,0026% del club.

### Vita privata
È stato sposato due volte e ha avuto quattro figli: Angelo e Francesca, avuti dal primo matrimonio con Lina Sotis, e Gilda e Gabriele, nati dalle seconde nozze con Letizia Brichetto Moratti, ex sindaco di Milano. Angelo è nato nel 1963 ed è vice presidente della Saras, mentre Gabriele è nato nel 1978 e fa parte sia del consiglio di amministrazione della Saras che di quello della società vinicola Castello di Cigognola.
È morto a Milano il 26 febbraio 2018 all'età di 81 anni. È stato tumulato nel piccolo cimitero adiacente la Comunità di San Patrignano.

## Onorificenze

### Onorificenze italiane
- Nel 2018 il Comune di Milano ha deciso che il suo nome venga iscritto nel Famedio, all'interno del Cimitero Monumentale[6].